# Montre électrique
Vous lisez un « bon article » labellisé en 2021.
La montre à mouvement électrique est une technologie d'horlogerie qui a été populaire avant l'arrivée de la montre à quartz. Dans une montre électrique, la mesure du temps reste mécanique, basée sur un balancier ou un diapason. Néanmoins, la source d'énergie n'est plus un ressort moteur, elle est électrique. Des montres électriques furent commercialisées avec succès pendant un peu plus d'une décennie, de la fin des années 1950 au début des années 1970.
Les industriels les plus impliqués dans cette technologie sont Hamilton (États-Unis), Bulova (États-Unis), Lip (France) et Ébauches SA (Suisse) notamment. Les montres électriques ont amené à améliorer la technologie des piles et à miniaturiser les composants, bobines et contacts. Cependant, cette filière disparaît assez brutalement avec l'irruption des modèles à quartz.
Il ne faut pas confondre cette technologie avec celle d'une horloge électrique où la mesure du temps est réalisée à partir de la fréquence du réseau électrique et qui ne comporte donc aucun organe régulateur (tel qu'un balancier ou un quartz).

## Origine
Dès le XIXe siècle, des horlogers tentent d'intégrer l'énergie électrique à leurs créations. La première horloge à balancier électrique est créée en 1840 par l'inventeur écossais Alexander Bain. L'Horloge de Shortt, présentée en 1921, utilise un balancier totalement libre (non relié à un mécanisme) et sous vide, dont l'entretien et la « lecture » sont électromécaniques. C'est le moyen de mesure du temps le plus précis pendant une vingtaine d'années, qui permet, notamment, de mesurer pour la première fois les variations de la vitesse de rotation de la Terre. En 1934, les entreprises Lip et Ericsson s'associent pour commercialiser une pendulette de bureau, dont l'échappement mécanique est entretenu par un moteur électrique.
Les recherches visant à mettre au point une montre bracelet électrique commencent juste après la Seconde Guerre mondiale chez Elgin aux États-Unis et chez Lip en France, les deux entreprises coopérant pendant un temps sur le sujet. Elles impliquent une miniaturisation des éléments électriques, ainsi que le développement de nouvelles piles électriques capables de délivrer un courant très faible pendant plusieurs années. Une coopération avec l'industriel Leclanché est engagée concernant les piles.

## Montres électriques à balancier moteur
Les montre électriques à balancier moteur, dont plusieurs variantes ont existé, conservent un organe régulateur similaire à celui d'une montre classique : un balancier attaché à un ressort spiral, oscillant à une fréquence de l'ordre de 3 hertz et dont le réglage s'effectue en modifiant la course du ressort spiral par le truchement d'une raquette. L'innovation réside dans l'entretien du mouvement du balancier par un électroaimant. Dans un mouvement mécanique classique, le balancier est régulateur : il limite le mouvement de la roue d'échappement. Dans un mouvement électrique, il est aussi moteur, entraînant tout le mécanisme. Il existe deux catégories de mécanismes de ce type, à bobine mobile ou fixe,.

### À bobine mobile
Hamilton commercialise en 1957 des montres équipées du calibre Hamilton 500, à bobine mobile. L'électroaimant est solidaire du balancier. Deux fils fixés à la platine et viennent établir le contact sur  des broches fixées au balancier, ce qui établit brièvement un courant dans la bobine, et crée une attraction entre celle-ci et un aimant fixé à la platine, entretenant le mouvement. Outre Hamilton, des mouvements de ce type sont produits par les entreprises Timex et Epperlein. En URSS, Slava produit une copie du mouvement Hamilton, le Slava 114 ChN.
Timex, entreprise américaine, est alors le spécialiste des montres bon marché, produisant des mouvements très rustiques, n'utilisant aucun rubis, avec un échappement Roskopf. C'est, à cette époque, le plus gros producteur de montres au monde. La gamme de mouvements électriques développée par Timex, si elle utilise le même principe que le mouvement Hamilton, suit une logique de construction bon marché ; sa production est d'ailleurs assez vite délocalisée à Taïwan.

Montres à balancier moteur, à bobine mobile
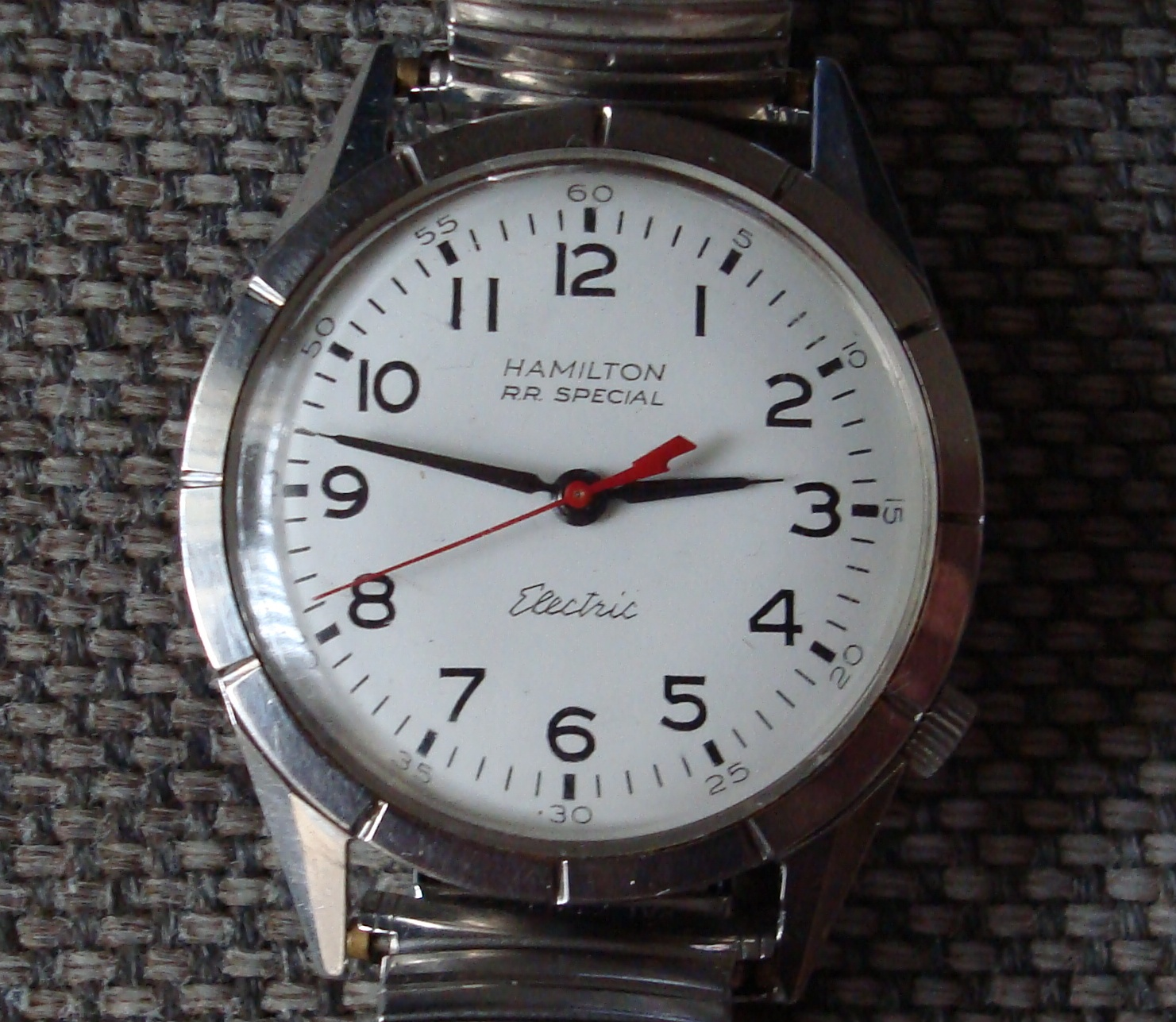
Montre Hamilton 500
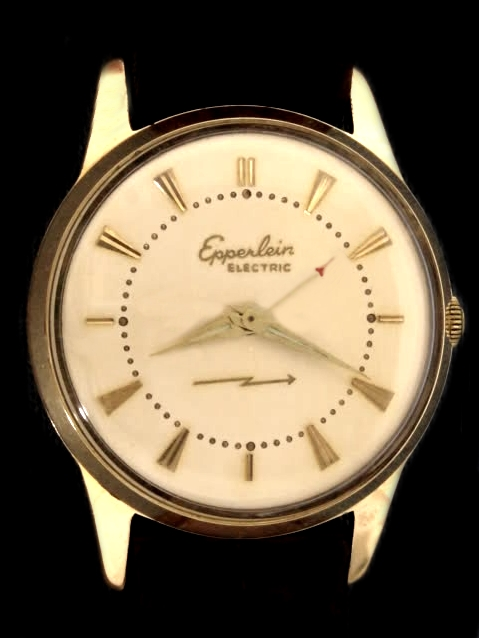
Montre concurrente chez Epperlein
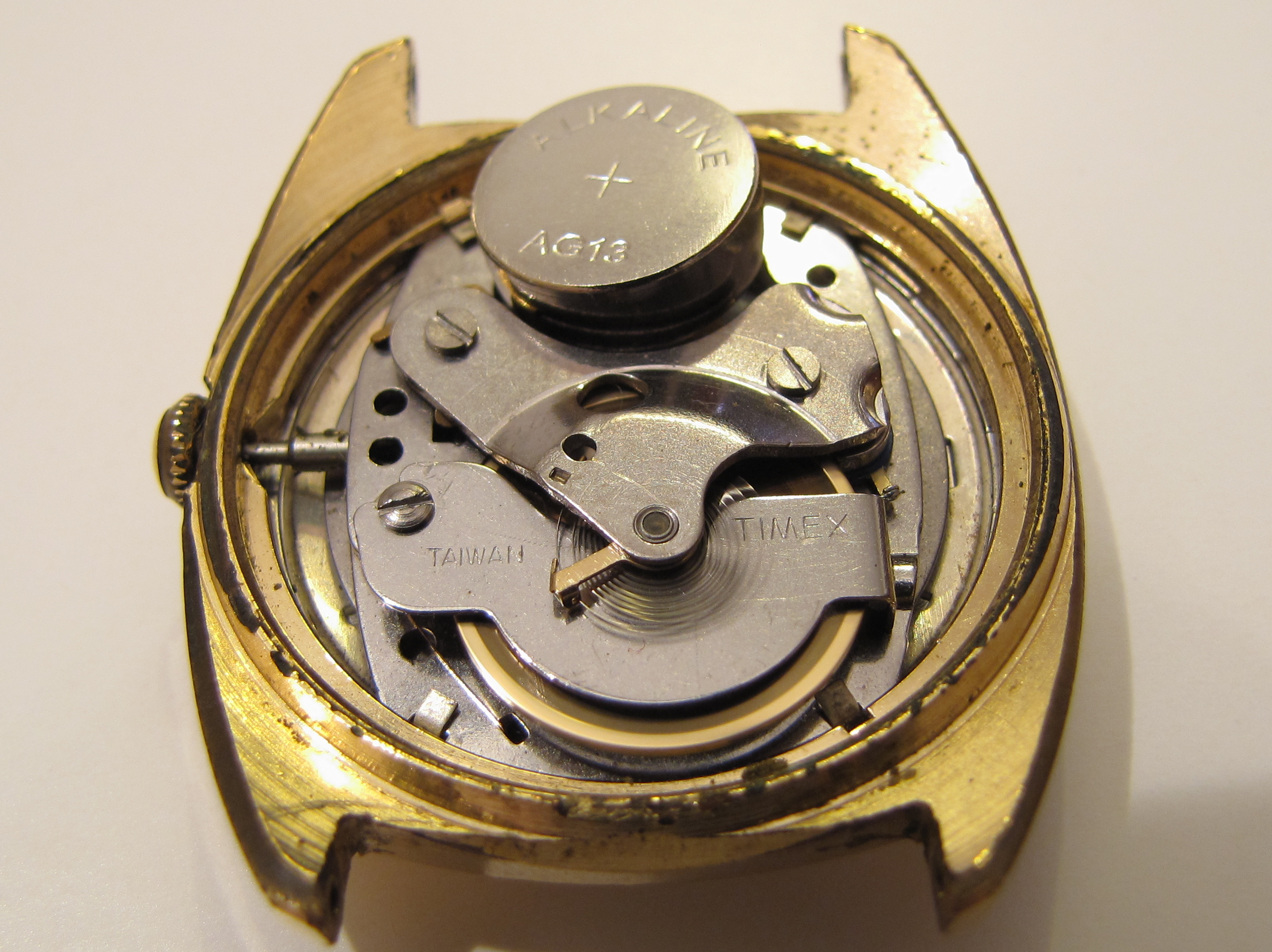
Mouvement économique Timex

### À bobine fixe

Principe de fonctionnement d'une montre Lip R27 à bobine fixe.

La variante à bobine fixe est commercialisée en 1958 par Lip, avec le calibre R27. L'une des premières montres équipées de ce mouvement est offerte au général de Gaulle. Le schéma à la droite présente les deux étapes du fonctionnement du balancier du mouvement R27. Dans le dessin de gauche, le circuit électrique est ouvert, et le balancier suit son mouvement, entraîné par le ressort spiral (non représenté). Dans le dessin de droite, pour une certaine position du balancier, la plaquette solidaire du balancier a déformé le fil de contact, fermant le circuit. Les deux bobines agissent alors comme des électroaimants. L'ensemble formé par le cœur magnétique et le balancier forment alors un circuit magnétique, et un couple est exercé sur le balancier, car il tend à se placer horizontalement pour maximiser le flux magnétique. Une diode permet d'éviter une décharge électrique trop violente lorsque le circuit se rouvre, l'inductance créant alors une surtension.

Le R27 a une consommation électrique élevée, au point de nécessiter deux piles, ce qui donne une forme inhabituelle au boîtier. Mais, dès 1960 apparaît un mouvement amélioré, le Lip R148, qui ne nécessite plus qu'une pile, et tient ainsi dans le format de 11 lignes et demi (soit un diamètre de 25,6 mm). Il a aussi une version avec dateur, le R184. Ces mouvements sont installés dans une grande variété de montres chez Lip : une montre en or Marie Curie, hommage à la scientifique qui, un demi-siècle plus tôt, avait coopéré avec la manufacture française pour y introduire les peintures luminescentes au radium, des versions de la montre de plongée Nautic-ski, des montres à cadran transparent laissant voir le mouvement, etc.

Montres à balancier moteur, à bobine fixe
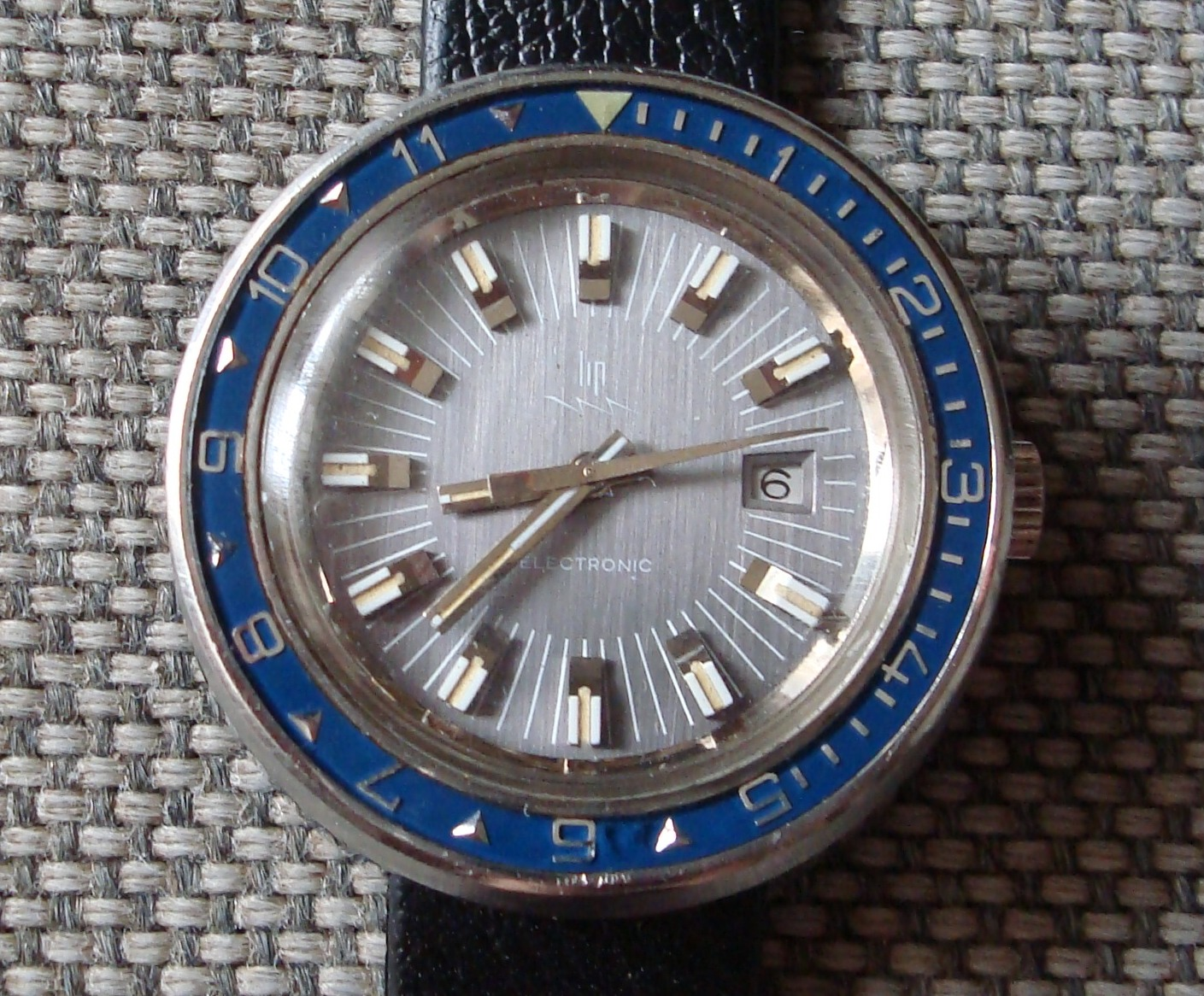
Montre Lip équipée d'un mouvement R27
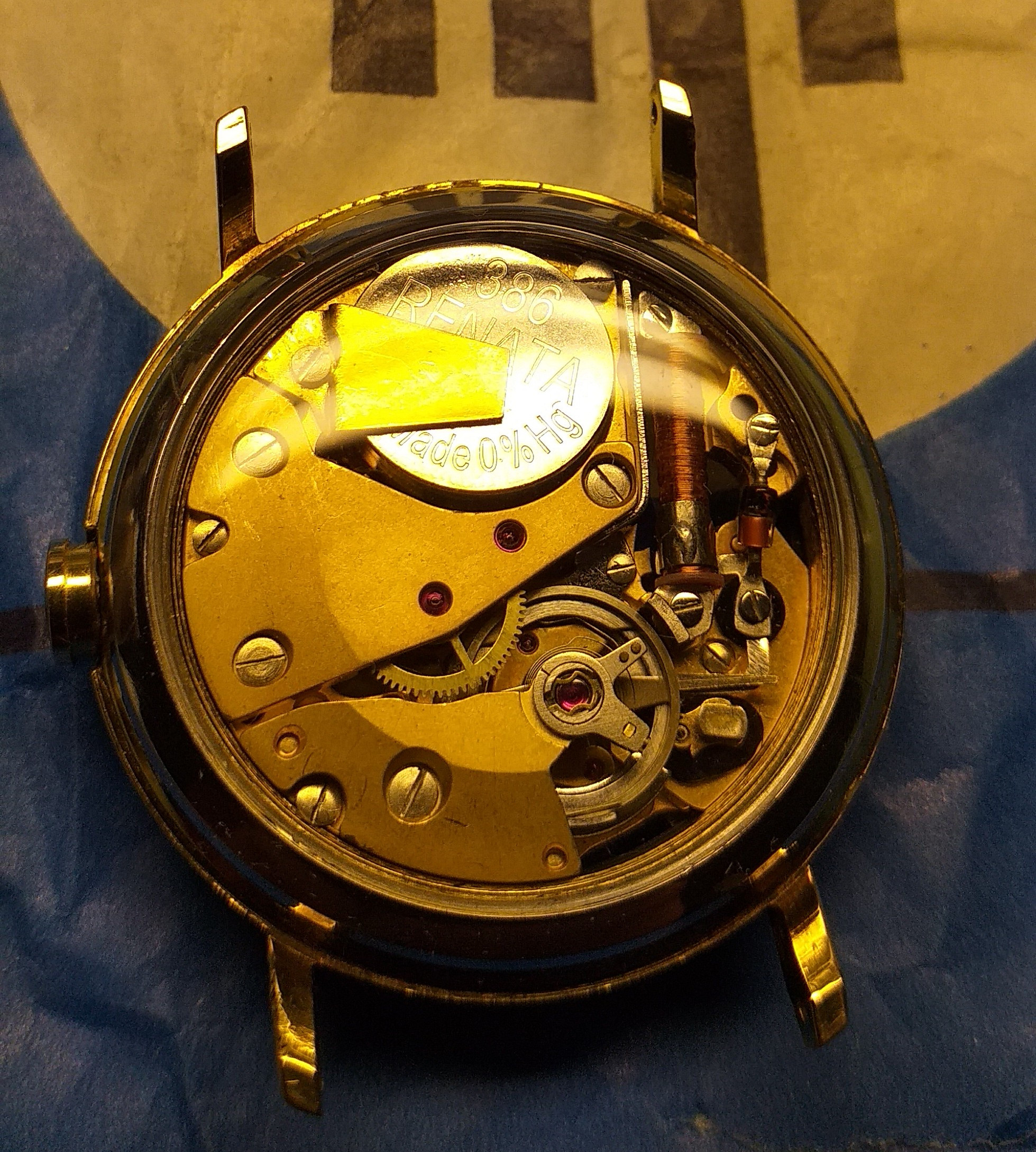
Mouvement R148 de Lip

Le premier mouvement électrique suisse est commercialisé en 1961 (Hamilton étant encore, à l'époque, une entreprise américaine) : c'est le Landeron 4750 de Ébauches SA. Si le principe de fonctionnement est le même, le mouvement est assez différent de ceux de Lip. Le solénoïde est quasiment circulaire, et le balancier possède une croix en matériau ferreux, et non un simple barreau. Ces mouvements sont utilisés par de nombreuses marques. Dans certains cas, une batterie rechargeable est utilisée en remplacement d'une pile.
Citizen, au Japon, se lance à son tour dans cette technologie en 1966 avec la Citizen X-8. Ce modèle est surtout retenu pour avoir reçu, quelques années plus tard, un boîtier en titane, une première dans l'industrie.

### Transistorisation
Les mouvements de première génération (qu'ils soient à bobine fixe ou mobile) présentent une faiblesse majeure : une étincelle se fait à l’extrémité du fil de contact à chaque alternance du balancier. La durée de vie de ce dispositif est faible et la consommation électrique est en outre assez élevée. La génération suivante de mouvements (à bobine fixe) améliore considérablement ces aspects, en supprimant le contact mécanique. Le balancier porte un petit aimant, qui, en passant devant les bobines, crée un très faible courant. Ce courant est amplifié par un transistor qui délivre le courant dans les bobines. Le transistor est encore un composant d'invention récente : sa première application grand public, un récepteur radio portable, date de 1954. Des mouvements de ce type sont produits par Lip, Seiko, Citizen et Ébauches SA.
Chez Lip, cette technique est mise en œuvre sur le calibre R50, un petit mouvement destiné aux montres dames. Ce mouvement bat 6 alternances par seconde (contre 5 pour les R27, R148, R184), et possède 14 rubis. Plusieurs versions sont disponibles, avec ou sans trotteuses et indication des quantièmes. Présenté en 1970, ce mouvement connu un bref succès et fut vendu à d'autres marques de montres, notamment Waltham aux États-Unis. Ébauches SA, ayant investi dans le capital de Lip vend le mouvement de son côté sous la référence 9190. Citizen modifie aussi son mouvement X-8 pour adopter le transistor.

## Montre électrique à diapason

Montres à diapason
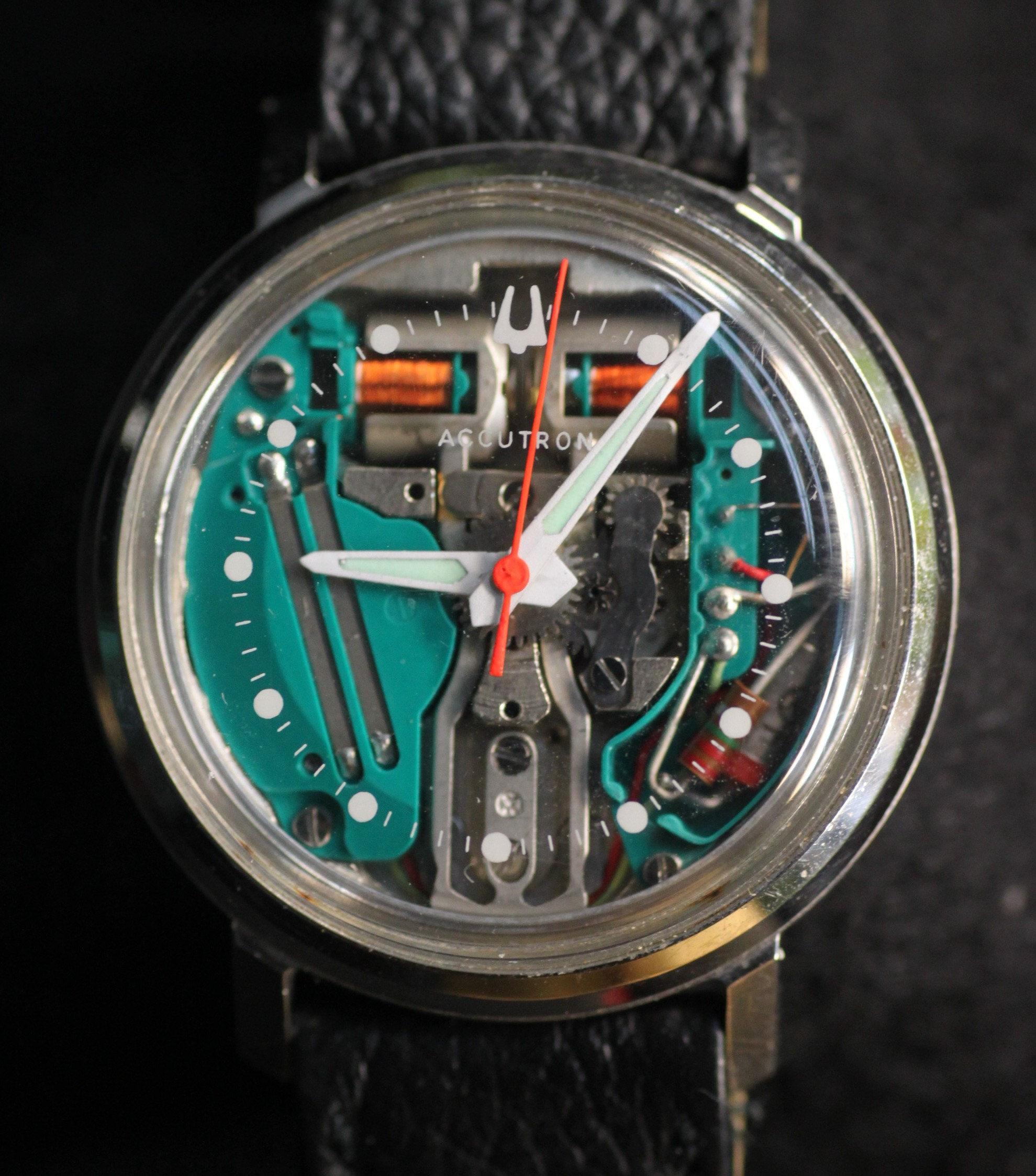
Montre Bulova Accutron
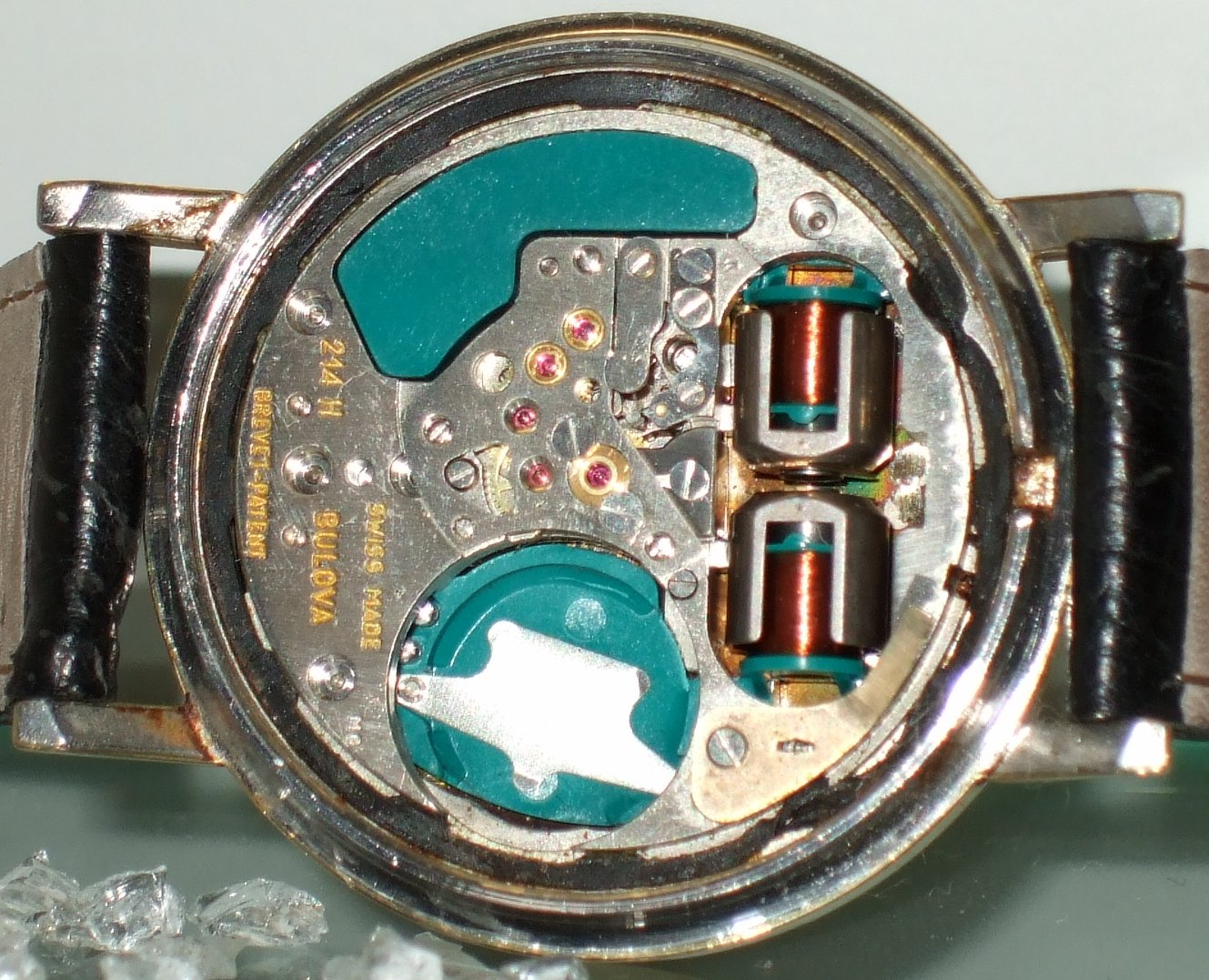
Son mouvement dans une Bulova 214
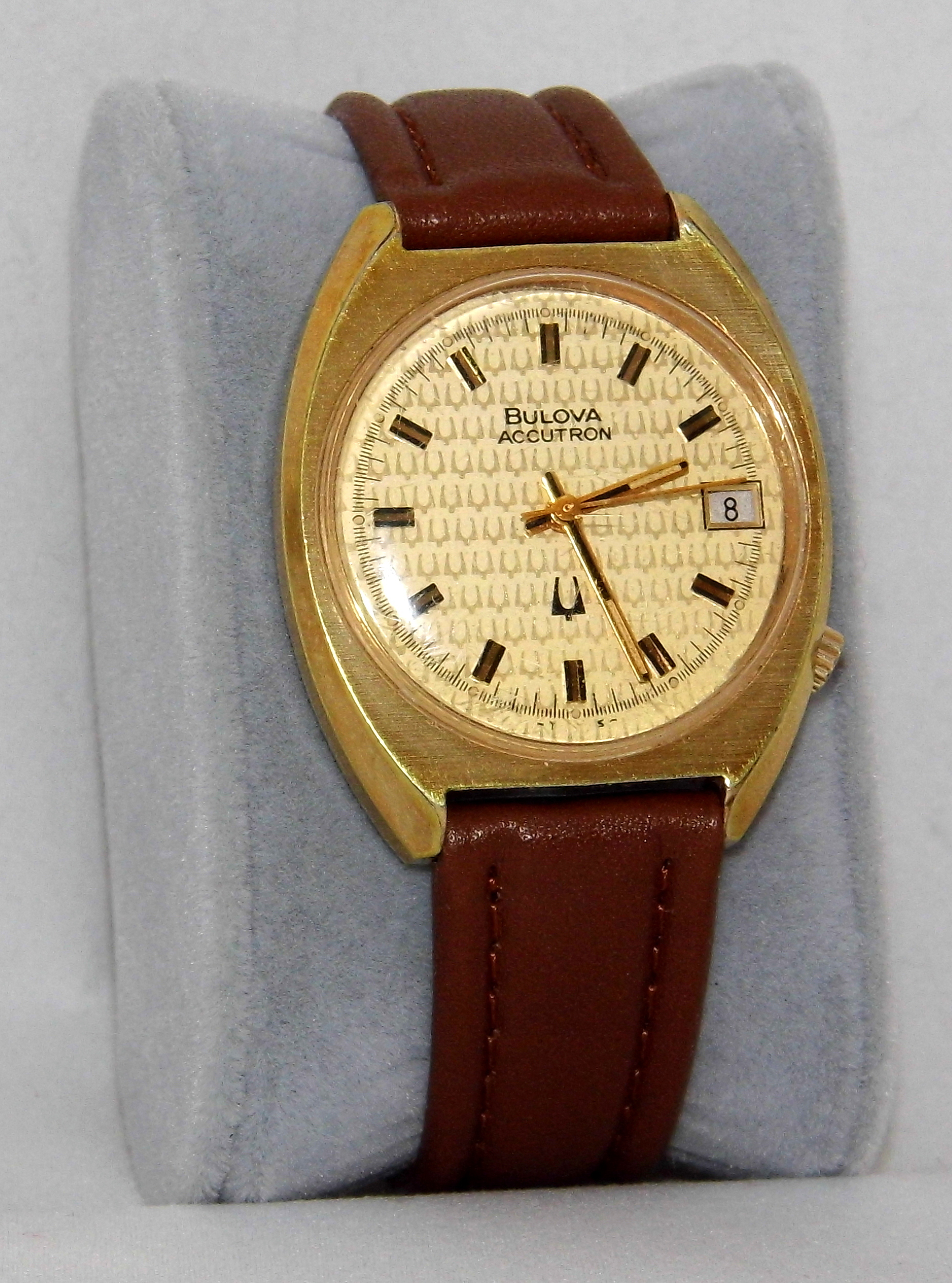
Accutron 2181. Noter le logo « diapason ».
Principe d'une montre à diapason
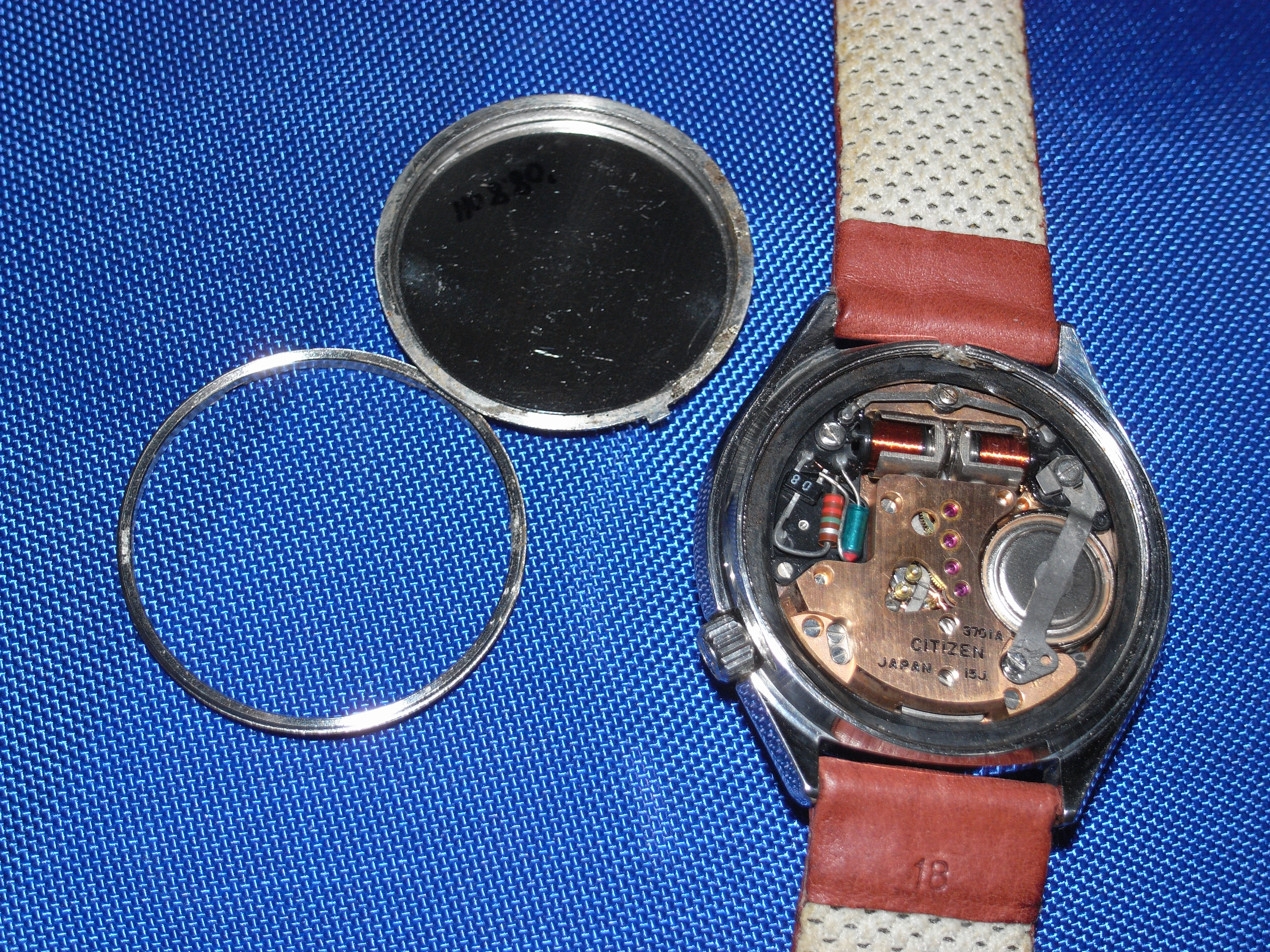
Mouvement à diapason Citizen

La Bulova Accutron (contraction de accuracy et electronic) utilise une technologie très différente. Son inventeur est l'ingénieur Max Hetzel, employé par la division suisse de l'entreprise américaine Bulova. En 1952, sa direction lui demande son opinion sur les montres électriques à balancier que Lip, notamment, est en train de développer. Il estime que, leur organe régulateur restant à peu près identique à celui d'une montre classique, elles n'apportent pas de gain considérable en matière de précision. À l'époque, la précision reste l'argument de vente principal des entreprises d'horlogerie, qui s'affrontent annuellement dans des concours de chronométrie, organisés dans les observatoires, le mouvement des étoiles servant de références,.
L'organe régulateur (et moteur) que Max Hetzel conçoit en réponse n'est pas un balancier, mais un petit diapason d'une longueur de 3 mm, dont la fréquence est fixée à 360 Hertz. Le mouvement du diapason est entretenu par deux électroaimants, qui créent une force sur les deux aimants permanents situés au bout des branches du diapason. Un petit cliquet solidaire du diapason vient, à chaque vibration de celui-ci, faire avancer d'une dent la roue d'échappement. Cette roue compte 300 dents, elle effectue donc 1,2 rotation complète par seconde. C'était, pour l'époque, un mécanisme à très haute fréquence, remarquable dans l'histoire de la micromécanique et un des premiers micro-actuateurs électromagnétiques produit en masse. Le facteur de qualité de cet oscillateur est de l'ordre de 3 000, dix fois meilleur que celui d'un balancier, c'est la clé de la précision améliorée de ces mouvements. La dérive quotidienne de ce mouvement est de seulement quelques secondes.
Dans les années 1960, Bulova coopère avec la NASA dans le cadre du programme Apollo : si les montres que les astronautes ont au poignet sont des Omega, le mouvement à diapason de l'Accutron est utilisé comme source de mesure du temps dans différents instruments à bord du module lunaire.
Ébauches SA commercialise en 1969 un mouvement fonctionnant sur le même principe (ayant acheté la licence des brevets à Bulova), avec un diapason à 300 Hertz, le 9162, dont est dérivée une version chronographe, le 9210. Plusieurs marques suisses feront usage de ces mouvements, notamment Eterna, Longines, Omega, Tissot. Bulova vendra aussi des licences de sa technologie à Universal Genève et Citizen.
Un mouvement à diapason plus évolué est mis sur le marché par Omega en 1972. La Omega 1220 Megasonic a, elle aussi, été mis au point par Max Hetzel, débauché entre-temps. La fréquence est doublée à 720 Hz. De plus, le contact mécanique avec la roue d'échappement est supprimé, un petit système à base d'aimants assure son entraînement par le diapason, sans usure mécanique.
Les montres à diapason présentent deux caractéristiques très reconnaissables. L'une est le mouvement de l'aiguille des secondes qui est, visuellement, parfaitement continu, au lieu d'avancer par fraction de secondes (selon la fréquence du balancier) sur les montres purement mécaniques. L'autre est leur son : au lieu du tic-tac usuel d'un échappement, elles émettent un bourdonnement sourd, perceptible en collant la montre sur l'oreille. Le slogan « the watch that hums » (« La montre qui bourdonne ») est d'ailleurs utilisé dans la commercialisation de la Bulova Accutron aux États-Unis.

## Un succès éphémère
Bien que perçues, à leur sortie, comme très novatrices, les montres électriques n'ont connu qu'un bref succès. Avant même la Seconde Guerre mondiale, l'utilisation d'un cristal de quartz comme oscillateur piézoélectrique  offrant une référence extrêmement précise commence à être explorée en laboratoire. Au Japon, Seiko crée en 1959 une équipe de recherche pour développer cette technologie, et un chronographe portatif à quartz est mis au point juste à temps pour être utilisé pendant les Jeux olympiques d'été de 1964 à Tokyo.
En 1969, Seiko commercialise la première montre-bracelet à quartz (la Seiko Astron), avec une légère avance sur les nombreux concurrents qui travaillent sur cette technologie. Elle marque un saut à la fois en termes de précision et de réduction des coûts, rendant les mouvements électriques obsolètes et bouleversant toute l'industrie. Ainsi, Lip présente son prototype de montre à quartz, nommé Exachron, en 1972, et abandonne tout développement sur les montres électromécaniques, qui disparaissent du catalogue graduellement pendant les années suivantes. Il en va de même chez tous les concurrents.